# Ocynectes
Ocynectes és un gènere de peixos pertanyent a la família dels còtids.

## Taxonomia
- Ocynectes maschalis (Jordan & Starks, 1904)[2]
- Ocynectes modestus (Snyder, 1911)[3][4][5][6][7][8][9]